# Aramuru
Aramuru é uma tribo indígena do Brasil.
Habitavam terras ao norte de Sergipe, próximo ao Rio São Francisco.